# لويس يموان
لويس يموان (بالفرنسية: Louis Lemoine)‏ هو عسكري فرنسي، ولد في 23 نوفمبر 1754 في سومور في فرنسا، وتوفي في 23 يوليو 1842 في باريس في فرنسا.